# Letnie Mistrzostwa Finlandii w Skokach Narciarskich 2019
Letnie Mistrzostwa Finlandii w skokach narciarskich 2019 – zawody rozgrywane o mistrzostwo Finlandii na igelicie. Rozegrane zostały w dniach 21–22 września w Kuopio na kompleksie skoczni Puijo.
Mistrzostwo w kategorii mężczyzn wywalczył Niko Kytösaho wyprzedzając o ponad dwadzieścia punktów drugiego Anttiego Aalto. Trzecie miejsce zajął Eetu Nousiainen straciwszy do miejsca wyżej niespełna sześć punktów. W zawodach wystartowało w sumie dwudziestu siedmiu zawodników.
Wśród kobiet mistrzostwo zdobyła Susanna Forsström. Z ponad dwunastopunktową stratą na drugim miejscu uplasowała się Jenny Rautionaho. Trzecie miejsce w konkursie zajęła Chinka Emily Shao Birun, lecz ze względu na narodowość skład podium uzupełniła sklasyfikowana na czwartym miejscu Julia Tervahartiala. Do konkursu przystąpiło łącznie sześć zawodniczek, a w tym dwie Chinki oraz jedna Estonka.
Zmagania juniorów w kategorii mężczyzn zwyciężyli ex aequo Tomas Kuisma oraz Paavo Romppainen, którzy w konkursie zajęli drugie miejsce przegrywając z Estończykiem Markkusem Alterem o dwadzieścia i pół punktu. Trzecie miejsce wywalczył Herman Happonen. Wystartowało dwudziestu trzech zawodników, a tym ośmiu skoczków spoza Finlandii.
Mistrzynią wśród juniorek została Alva Thors, która w konkursie zajęła drugie miejsce. Konkurs wygrała reprezentantka Chin Emily Shao Birun. Drugie oraz trzecie miejsce zajęły kolejno Annamaija Oinas i Annika Malacinski. Sklasyfikowano dwanaście zawodniczek. 
Konkurs drużynowy rozgrywany w formacie, że zespół składa się z trzech zawodników wygrała ekipa Puijon Hiihtoseura. Drugie miejsce zajęła drużyna reprezentująca klub Lahden Hiihtoseura, a na najniższym stopniu podium stanęli reprezentanci Kuusamon Erä-Veikot. W konkursie udział wzięło trzynaście drużyn.

## Wyniki

### Seniorzy
| Msc.  | Zawodnik         | Klub              | I seria | II seria | Punkty |
| ----- | ---------------- | ----------------- | ------- | -------- | ------ |
| 1.    | Niko Kytösaho    | Lahden HS         | 130,0 m | 127,5 m  | 304,2  |
| 2.    | Antti Aalto      | Kiteen Urheilijat | 118,5 m | 125,5 m  | 279,8  |
| 3.    | Eetu Nousiainen  | Puijon HS         | 123,0 m | 122,0 m  | 274,2  |
| 4.    | Jarkko Määttä    | Kainuun HS        | 119,5 m | 122,0 m  | 265,0  |
| 5.    | Jonne Veteläinen | Kuusamon EV       | 121,0 m | 115,5 m  | 253,0  |
| 6.    | Juho Ojala       | Kuusamon EV       | 114,5 m | 124,0 m  | 245,8  |
| 7.    | Henri Kavilo     | Puijon HS         | 119,5 m | 120,0 m  | 241,7  |
| 8.    | Andreas Alamommo | Ounasvaaran HS    | 111,0 m | 120,0 m  | 236,2  |
| 9.    | Kalle Heikkinen  | Kuusamon EV       | 122,5 m | 113,0 m  | 232,0  |
| 10.   | Eetu Meriläinen  | Jyväskylän HS     | 130,0 m | 104,5 m  | 222,3  |
| . . . |                  |                   |         |          |        |

| Msc. | Zawodniczka         | Klub           | I seria | II seria | Punkty |
| ---- | ------------------- | -------------- | ------- | -------- | ------ |
| 1.   | Susanna Forsström   | Lahden HS      | 81,0 m  | 92,5 m   | 203,5  |
| 2.   | Jenny Rautionaho    | Ounasvaaran HS | 82,0 m  | 84,0 m   | 191,0  |
| –    | Emily Shao Birun    | CHN            | 64,0 m  | 68,0 m   | 107,5  |
| 3.   | Julia Tervahartiala | Lahden HS      | 57,0 m  | 60,5 m   | 76,0   |
| –    | Nancy Wang Liangyao | CHN            | 57,5 m  | 58,5 m   | 75,0   |
| –    | Triinu Hausenberg   | EST            | 58,0 m  | 57,0 m   | 70,5   |

### Juniorzy
| Msc.  | Zawodnik            | Klub                   | I seria | II seria | Punkty |
| ----- | ------------------- | ---------------------- | ------- | -------- | ------ |
| –     | Markkus Alter       | EST                    | 99,0 m  | 92,5 m   | 266,5  |
| 1.    | Tomas Kuisma        | Puijon HS              | 96,0 m  | 88,0 m   | 246,0  |
| 1.    | Paavo Romppainen    | Seinäjoen HS           | 89,5 m  | 96,0 m   | 246,0  |
| 3.    | Herman Happonen     | Puijon HS              | 85,5 m  | 91,5 m   | 214,0  |
| 4.    | Kasperi Valto       | Lahden HS              | 92,5 m  | 66,0 m   | 184,5  |
| 5.    | Timi Heiskanen      | Ounasvaaran HS         | 69,5 m  | 90,5 m   | 173,0  |
| 6.    | Kaimar Vagul        | Lahden HS              | 60,5 m  | 97,0 m   | 171,0  |
| 7.    | Valtteri Holopainen | Siilinjärven Ponnistus | 68,0 m  | 89,0 m   | 167,5  |
| –     | Frank Zhao Chuan    | CHN                    | 82,5 m  | 77,0 m   | 166,5  |
| 8.    | Tomi Viljanen       | Seinäjoen HS           | 74,5 m  | 82,5 m   | 165,0  |
| . . . |                     |                        |         |          |        |

| Msc.  | Zawodniczka       | Klub                   | I seria | II seria | Punkty |
| ----- | ----------------- | ---------------------- | ------- | -------- | ------ |
| –     | Shao Birun        | CHN                    | 65,5 m  | 67,0 m   | 236,6  |
| 1.    | Alva Thors        | Vörå IF                | 60,0 m  | 61,0 m   | 195,9  |
| 2.    | Annamaija Oinas   | Taivalkosken Kuohu     | 57,5 m  | 61,5 m   | 192,1  |
| –     | Wang Liangyao     | CHN                    | 58,5 m  | 58,0 m   | 185,6  |
| 3.    | Annika Malacinski | Ounasvaaran HS         | 50,0 m  | 61,0 m   | 161,9  |
| 4.    | Vilma Meis        | Siilinjärven Ponnistus | 51,0 m  | 53,0 m   | 146,6  |
| –     | Huang Xinggyue    | CHN                    | 36,0 m  | 41,5 m   | 74,5   |
| –     | Song Jiaying      | CHN                    | 30,0 m  | 44,0 m   | 64,6   |
| 5.    | Minja Korhonen    | Siilinjärven Ponnistus | 47,5 m  | –        | 63,0   |
| –     | Peng Qingyue      | CHN                    | 32,0 m  | 32,0 m   | 39,1   |
| . . . |                   |                        |         |          |        |

### Konkurs drużynowy – 21 września 2019 – HS100
| Msc.  | Drużyna                | Zawodnicy                                       | Punkty |
| ----- | ---------------------- | ----------------------------------------------- | ------ |
| 1.    | Puijon Hiihtoseura I   | Eetu Nousiainen Henri Kavilo Ilkka Herola       | 785,0  |
| 2.    | Lahden Hiihtoseura I   | Arttu Pohjola Mico Ahonen Niko Kytösaho         | 771,0  |
| 3.    | Kuusamon Erä-Veikot I  | Jonne Veteläinen Juho Ojala Kalle Heikkinen     | 705,5  |
| 4.    | Lieksan Hiihtoseura    | Ville Korhonen Elias Vänskä Janne Korhonen      | 584,5  |
| 5.    | Jyväskylän Hiihtoseura | Eetu Meriläinen Samuli Kankaanpää Eero Hirvonen | 573,5  |
| . . . |                        |                                                 |        |